# Arthrura pulcher
Arthrura pulcher is een naaldkreeftjessoort uit de familie van de Tanaellidae. De wetenschappelijke naam van de soort is voor het eerst geldig gepubliceerd in 1971 door Lang.